# Écrivain voyageur

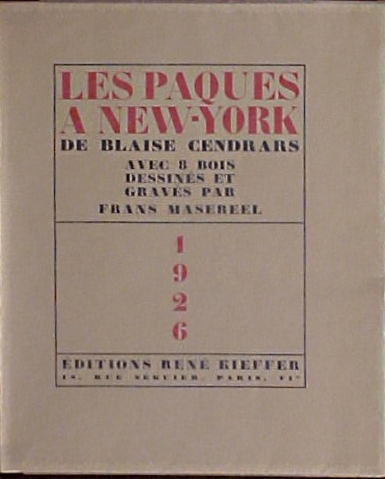
Édition d'un recueil de poèmes de Blaise Cendrars, 1926.

Un écrivain voyageur a pour caractéristique de fonder tout ou partie de son œuvre sur une expérience personnelle du voyage. À travers le roman, la poésie, le récit, ou bien l'essai, il met à profit ses découvertes, en tire des enseignements ou bien donne à voir à son lecteur, de sorte que son aventure personnelle prend une dimension beaucoup plus large, universelle et littéraire.

## Tentative de définition
L'écrivain voyageur n'est pas simplement l'auteur de récits de voyages, genre dans lequel les plus grands auteurs se sont illustrés : par exemple les Choses vues de Victor Hugo, ou bien les Voyage en Italie de Stendhal ou Jean Giono. Mais là où l'écrivain traditionnel accomplit un exercice de style, se lance dans une entreprise littéraire circonscrite à une ou quelques œuvres, l'écrivain fondamentalement nomade y engage tout son être intime et littéraire : « Écrivain-voyageur : si vous le coupez en deux, vous n’aurez pas d’un côté un voyageur et de l’autre un écrivain, mais deux moitiés d’écrivain-voyageur ».
Quant à Jacques Lacarrière, il compare l'écrivain-voyageur à un « bernard-l'hermite planétaire » et le définit comme un « crustacé parlant dont l'esprit, dépourvu de carapace identitaire, se sent spontanément chez lui dans la culture des autres ».

## Quelques écrivains voyageurs
- Alexandra David-Néel
- Alphonse de Lamartine
- André Gide
- André Malraux
- Apsley Cherry-Garrard
- Arthur Rimbaud
- Blaise Cendrars
- Blaise Hofmann
- Bruce Chatwin
- Cédric Gras
- Claudio Magris
- Christian Clot
- Constantin Balmont
- Corine Sombrun
- Edith Wharton
- Elias Canetti
- Ella Maillart
- Émile de Wogan
- Éric-Emmanuel Schmitt
- Erik Orsenna
- Ernest Hemingway
- Ezra Pound
- Félix Mornand
- François-René de Chateaubriand
- François-Henri Désérable
- George Orwell
- Gérard de Nerval
- Germaine de Staël
- Henri Michaux
- Henry Miller
- Isabelle Autissier
- Isabelle Eberhardt
- J. M. G. Le Clézio
- Jack Kerouac
- Jack London
- Jacques Chegaray
- Jan Potocki
- Jean Rolin
- Jean-Christophe Rufin
- Jean-Claude Guillebaud
- Jean-Paul Kauffmann
- Jean-Pierre Vuillomenet
- Jean Raspail
- Joseph Arthur de Gobineau
- Joseph Kessel
- Jules Verne
- Lodewijk Allaert
- Ludovic Hubler
- Michel Le Bris
- Nicolas Bouvier
- Olivier Rolin
- Olivier Weber
- Olympe Audouard
- Ossip Mandelstam
- Paolo Rumiz
- Patrick Leigh Fermor
- Pierre Loti
- Robert Louis Stevenson
- Ryszard Kapuściński
- Sarah Marquis
- Stendhal
- Sylvain Tesson
- Victor Segalen
- William S. Burroughs

## Citations
« Me voici sur la plage armoricaine. Que les villes s'allument dans le soir. Ma journée est faite ; je quitte l'Europe. L'air marin brûlera mes poumons ; les climats perdus me tanneront. […]

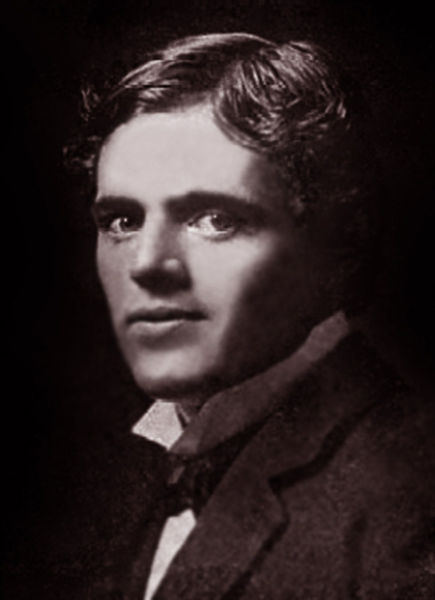
Jack London

Je reviendrai, avec des membres de fer, la peau sombre, l'œil furieux : sur mon masque, on me jugera d'une race forte. J'aurai de l'or : je serai oisif et brutal. Les femmes soignent ces féroces infirmes retours des pays chauds. »

— Arthur Rimbaud, « Mauvais sang », Une saison en enfer, 1873

« En ce temps-là, j'étais en mon adolescence

J'avais à peine seize ans et je ne me souvenais déjà plus de mon enfance

J'étais à 16 000 lieues du lieu de ma naissance

J'étais à Moscou dans la ville des mille et trois clochers et des sept gares

Et je n'avais pas assez des sept gares et des mille et trois tours

Car mon adolescence était si ardente et si folle

Que mon cœur tour à tour brûlait comme le temple d'Éphèse ou comme la Place Rouge de Moscou quand le soleil se couche. »

— Blaise Cendrars, La Prose du transsibérien et de la petite Jehanne de France, 1913.

« On ne voyage pas pour se garnir d'exotisme et d'anecdotes comme un sapin de Noël, mais pour que la route vous plume, vous rince, vous essore, vous rende comme ces serviettes élimées par les lessives qu'on vous tend avec un éclat de savon dans les bordels. »

— Nicolas Bouvier, Le Poisson-scorpion, 1982.

« Ma conception du voyage avait changé : la destination importe moins que l’errance. Partir, ce n’est pas chercher, c’est tout quitter, lieux, habitudes, désirs, opinions, soi-même. Partir n’a d’autre fin que se livrer à l’inconnu, à l’imprévu, à l’infinité des possibles, voire à l’impossible. Partir consiste à abandonner ses repères, la maîtrise, l’illusion de savoir, et à creuser en soi une disposition hospitalière qui permet à l’exceptionnel de surgir. Le véritable voyageur reste sans bagage et sans but. »

— Éric-Emmanuel Schmitt, La nuit de feu, 2015

« Corseté dans un lit, je m'étais dit à voix presque haute : "Si je m'en sors, je traverse la France à pied". Je m'étais vu sur les chemins de pierre ! J'avais rêvé aux bivouacs, je m'étais imaginé fendre les herbes d'un pas de chemineau. Le rêve s'évanouissait toujours quand la porte s'ouvrait : c'était l'heure de la compote. »

— Sylvain Tesson, Sur les chemins noirs, 2016

« À ceux qui voyagent dans l’espoir de se trouver, j’ai toujours préféré ceux qui le faisaient dans le but de se perdre : en levant les yeux sur le monde, on se regarde un peu moins le nombril. Pourquoi voyager ? Chacun a ses raisons. Moi, c’était pour aiguiser mon regard que chaque jour passé au même endroit achevait d’émousser. Hippolyte Taine avait synthétisé cela dans un aphorisme parfait : « On voyage pour changer, non de lieu, mais d’idées. » »

— François-Henri Désérable, Chagrin d'un chant inachevé, 2025